# Johannes Enander
Johannes Enander, född 6 oktober 1623 i Västra Eneby socken, död 9 juli 1672 i Norrköping, var en svensk präst.

## Biografi
Johannes Enander föddes 6 oktober 1623 i Västra Eneby socken. Han var son till kyrkoherden Nicolaus Petri och Helena Johansdotter. Enander blev 26 september 1642 student vid Uppsala universitet och 19 februari 1652 filosofie magister. Han blev 1652 rektor i Linköping och 1654 matematiklektor vid gymnasiet i Linköping. Enander prästvigdes 28 juni 1657 och blev samma år kontraktsprost över Åkerbo kontrakt. Han blev 1658 kyrkoherde i Stora Åby församling, tillträdde 1659 och kontraktsprost i Lysings kontrakt. Den 4 november 1668 blev han kyrkoherde i Sankt Olofs församling, Norrköping, tillträdde 1659 och samma år kontraktsprost i Norrköpings kontrakt. Enander avled 9 juli 1672 i Norrköping. Han begravdes 12 januari 1673 i Sankt Olai kyrka av biskopen Johannes Elai Terserus. Stoftet efter honom flyttades sedan till Stora Åby kyrka där en gravsten över honom och hans maka finns bevarade i vapenhuset.

### Familj
Enander gifte sig 1655 med sin brors svägerska Sara Nilsdotter (1641–1688), dotter till superintendenten Nicolaus Eschilli i Kalmar stift och Brita Ungius. De fick tillsammans barnen Sara Enander´(1656–1710) som var gift med kyrkoherden Aeschillus Svenonis Fabricius i Stora Åby församling, Nicolaus Enander (1658–1663), hauptmannen Samuel Enander (1659–1714) på Vadstena slott, lagmannen Johan Enanderhielm (1660–1732) i Närke, Helena Enander (1662–1668), landskamreren Nils Enander (1664–1700) i Karlskrona, assessorn Isac Silfverstråle (1665–1716) i Svea hovrätt, sergeanten Daniel Enander (1666–1690) vid livgardet, Gabriel Enander (1668–1668), Helena Enander som var gift med kyrkoherden Daniel Rydelius i Stora Åby församling och hovrättsadvokaten Gabriel Enander (1671–1694) i Åbo.